# Takakazu Ishii
Takakazu Ishii (石井 隆一, Ishii Takakazu,) est un homme politique japonais, né le 15 décembre 1945 à Toyama.
Il est élu au poste de gouverneur de la préfecture de Toyama en 2004.